# Zuringvlieg
De zuringvlieg (Pegomya solennis) is een vliegensoort uit de familie van de bloemvliegen (Anthomyiidae). De wetenschappelijke naam van de soort is voor het eerst geldig gepubliceerd in 1826 door Meigen. Hij komt voor in het Palearctisch gebied.